# Banatić
Pour les articles homonymes, voir BANATIC.
Banatić (en serbe cyrillique : Банатић) est un quartier de la ville de Novi Sad, la capitale de la province autonome de Voïvodine, en Serbie.
En serbe, son nom signifie « le petit Banat ».

## Localisation

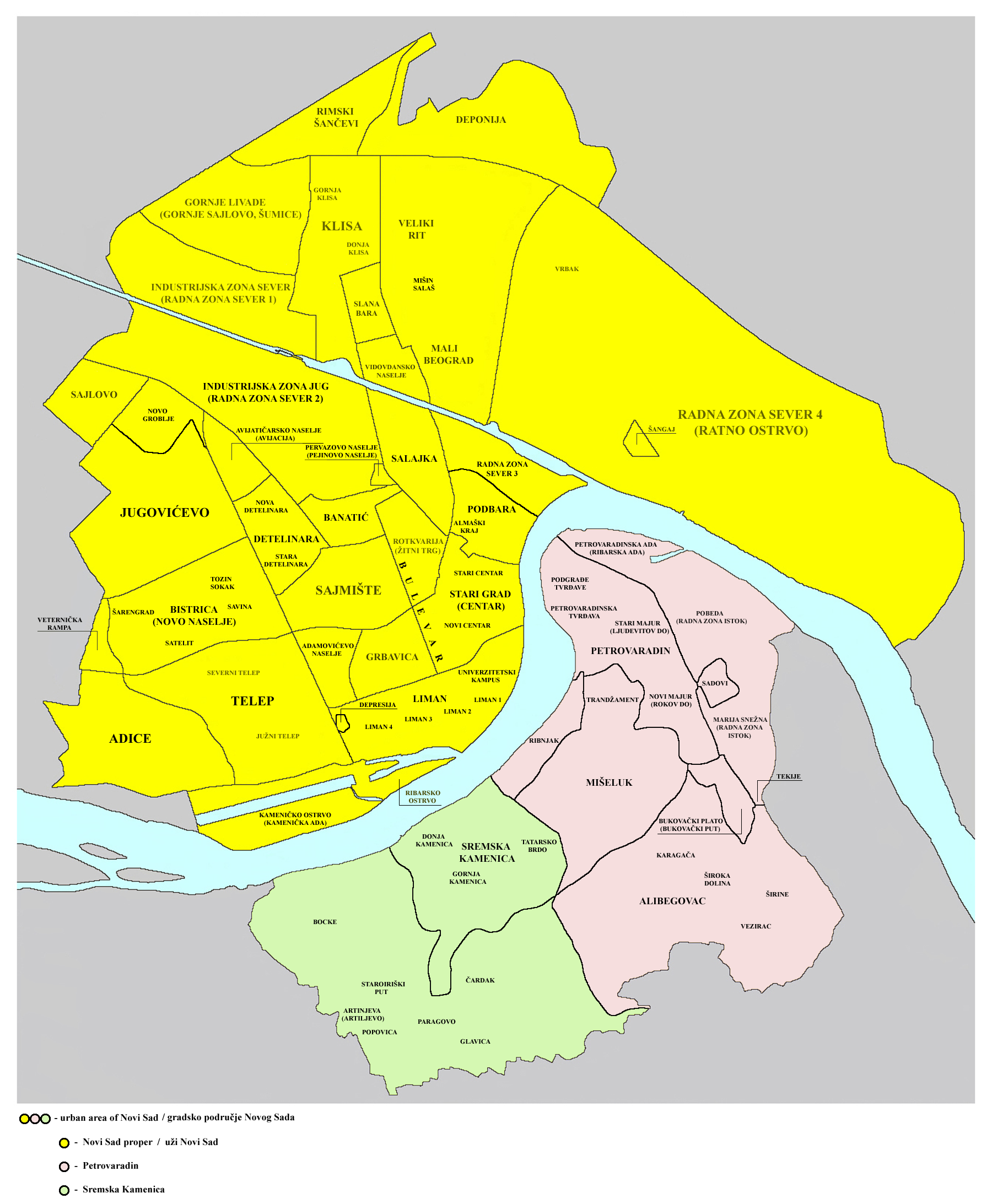
Plan de la zone urbaine de Novi Sad

Banatić est délimité au sud par le Bulevar kralja Petra, à l'est par le Bulevar oslobođenja (le « boulevard de la Libération »), au nord-est par le Bulevar Jaše Tomića et la rue Kisačka, au nord par la ligne ferroviaire Belgrade-Subotica, au nord-ouest par la rue Kornelija Stankovića et à l'ouest par la rue Rumenačka.
Le quartier est ainsi entouré par ceux de Detelinara à l'ouest, Sajmište au sud, Rotkvarija et Salajka à l'est et par le quartier de Pervazovo naselje et la Zone industrielle Sud au nord.

## Transport
La principale gare ferroviaire de Novi Sad et la gare routière sont situées à Banatić, respectivement au 4 et au 6 Bulevar Jaše Tomića. De ce fait, le quartier est desservi par de très nombreux autobus de la société de transport municipal JGSP Novi Sad, qui le relie aux autres quartiers de la ville et aux localités de banlieue.

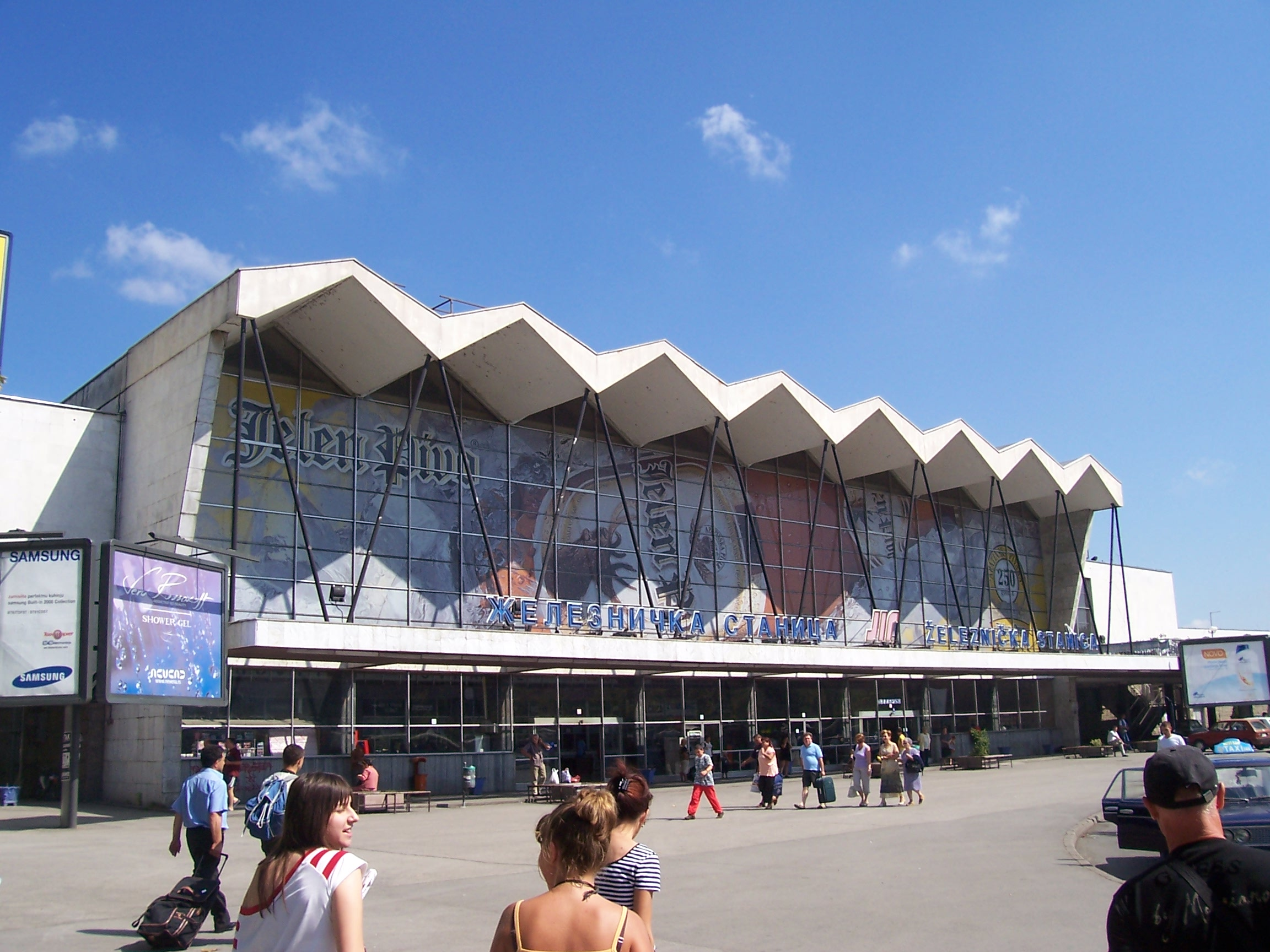
L'entrée de la gare de Novi Sad